# オックスフォード＝アスキス伯爵
オックスフォード＝アスキス伯爵（英語: Earl of Oxford and Asquith [ˈæskwɪθ]）は、イギリスの伯爵位。連合王国貴族。
自由党の元首相ハーバート・ヘンリー・アスキスが1925年に叙されたのに始まる。

## 歴史

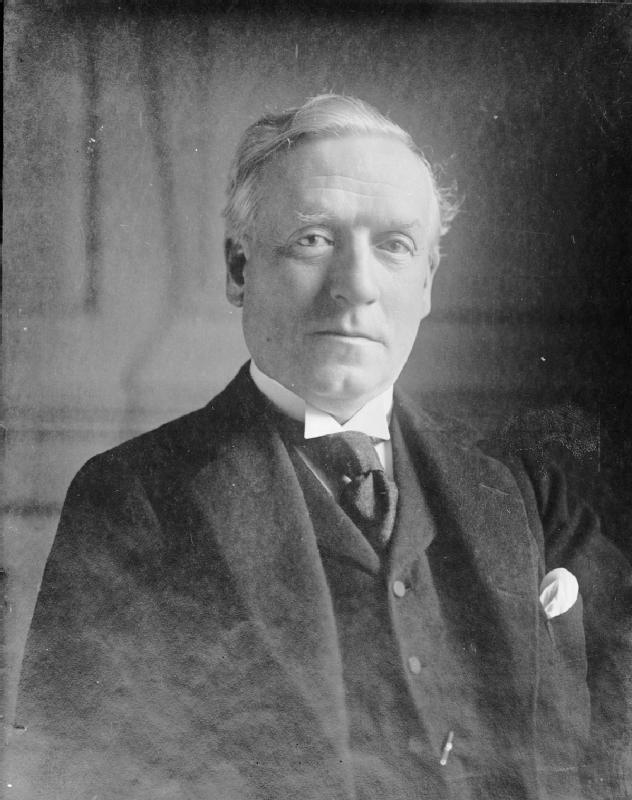
初代オックスフォード＝アスキス伯ハーバート・ヘンリー・アスキス

第一次世界大戦直前の1908年から大戦中の1916年にかけてイギリス首相を務めた自由党の政治家ハーバート・ヘンリー・アスキス(1852–1928)は、1925年2月9日に連合王国貴族爵位「オックスフォードおよびアスキス伯(Earl of Oxford and Asquith)」と「ヨーク州におけるモーリーのアスキス子爵(Viscount Asquith, of Morley in the County of York)」に叙せられた。
初代伯の長男レイモンド・アスキス(1878-1916)は第一次世界大戦に出征して戦死したため、2代伯爵位はレイモンドの遺児ジュリアン・アスキス(1916-2011)が継承した。2代伯の死後、その息子であるレイモンド・アスキス (1952-)が第3代伯爵位を継承し、現在に至っている。
本邸はサマセット州・メルズのマナー・ハウスである。家訓は「潔白に（Sine Macula Macla）」。

## 現当主の保有爵位
現当主である第3代オックスフォード＝アスキス伯爵レイモンド・ベネディクト・バルトロマイ・マイケル・アスキスは、以下の爵位を有している。
- 第3代オックスフォード＝アスキス伯爵(3rd Earl of Oxford and Asquith)
(1925年2月9日の勅許状による連合王国貴族爵位)
- 第3代ヨーク州におけるモーリーのアスキス子爵(3rd Viscount Asquith, of Morley in the County of York)
(1925年2月9日の勅許状による連合王国貴族爵位)

## オックスフォード＝アスキス伯 (1925年)
- 初代オックスフォード＝アスキス伯ハーバート・ヘンリー・アスキス (1852–1928)
- 2代オックスフォード＝アスキス伯ジュリアン・エドワード・ジョージ・アスキス（英語版） (1916-2011)
- 3代オックスフォード＝アスキス伯レイモンド・ベネディクト・バルトロマイ・マイケル・アスキス（英語版） (1952-)
  - 法定推定相続人は現当主の息子アスキス子爵(儀礼称号)マーク・ジュリアン・アスキス (1979-)